# Klíčování fázovým posuvem
Klíčování fázovým posuvem (anglicky Phase-shift keying, PSK) je metoda digitální modulace, která pro přenos informací používá změny fáze referenčního signálu (nosné vlny). PSK se používá pro nižší rychlosti komunikace u Bluetooth, Wi-Fi a pro RFID.
Digitální modulace používají pro reprezentaci digitálních dat konečný počet signálů. U PSK se tyto signály liší různými posuvy fáze, z nichž každý reprezentuje určitou hodnotu jednoho nebo několika bitů. U většiny metod každá fáze kóduje stejný počet bitů. Každý bitový vzor tvoří tak zvaný symbol, který je reprezentován určitým fázovým posuvem. Demodulátor, který je navržen pro konkrétní sadu symbolů, určuje fázi přijímaného signálu a mapuje ji zpět na původní symboly. Jestliže demodulátor porovnává fázi přijímaného signálu s referenčním signálem, mluvíme o koherentním detektoru (anglicky Coherent Phase-Shift Keying, CPSK).
Druhou možností je, že demodulátor neporovnává aktuální signál s referenční vlnou, ale s předchozím průběhem přijímaného signálu, neboli řídí se změnou fáze přijímaného signálu. Tato metoda se nazývá diferenciální klíčování fázovým posuvem (anglicky differential phase-shift keying, DPSK). DPSK může být výrazně jednodušší než běžné PSK, protože demodulátor nemusí udržovat kopii referenčního signálu pro určení přesné fáze přijímaného signálu (jedná se o nekoherentní metodu). Nevýhodou je, že častěji dochází k chybné demodulaci.

## Úvod
Pro přenos digitálních dat se používají tři hlavní druhy digitální modulace:
- klíčování amplitudovým posuvem (anglicky Amplitude-shift keying, ASK)
- klíčování frekvenčním posuvem (anglicky Frequency-shift keying, FSK)
- klíčování fázovým posuvem (anglicky Phase-shift keying, PSK)

U všech metod modulace se informace kódují změnami určité charakteristiky nosné vlny (která má obvykle sinusový průběh), podle datového signálu. V případě PSK se pro reprezentaci datového signálu používá změna fáze. Existují dva základní způsoby využití fáze signálu tímto způsobem:
- informace je reprezentována přímo změnou fáze signálu, v tomto případě demodulátor musí udržovat referenční signál pro porovnání přijatého signálu s referenčním signálem, nebo
- informace je reprezentována změnou fáze oproti předcházejícímu symbolu – diferenční schémata; některá z nich nepotřebují referenční nosnou (do jisté míry).

Obvyklým způsobem znázornění jednotlivých metod PSK je použití konstelačního diagramu, který znázorňuje jednotlivé fáze jako body v komplexní rovině, kde reálná osa se nazývá soufázová, imaginární osa pak kvadraturní pro jejich úhlové posunutí o 90°. Tuto reprezentaci pomocí dvou vzájemně ortogonálních složek lze přímo použít i pro vytváření PSK signálu: složka v jedné ose udává amplitudu pro modulaci kosinové vlny a složka v druhé ose amplitudu pro modulaci sinové vlny. Sečtením obou amplitudově modulovaných vln vznikne modulovaný signál s požadovanou fází a s konstantní amplitudou (pokud neuvažujeme doby okolo změn fáze).
Počet konstelačních bodů může být libovolný, ale protože se PSK zpravidla používá pro přenos binárních dat, počet konstelačních bodů bývá mocnina čísla 2. Nejobvyklejšími příklady PSK jsou „binární klíčování fázovým posuvem“ (BPSK), které používá dvě fáze, a „kvadraturní klíčování fázovým posuvem“ (QPSK), které používá čtyři fáze. Umístění bodů na kružnici se středem v počátku znamená, že jsou vysílány se stejnou energií a tedy i amplitudou, protože absolutní hodnoty komplexních čísel, které reprezentují jednotlivé body, jsou stejné. U PSK se konstelační body zpravidla vybírají tak, aby byly rozmístěny se stejnými úhlovými roztečemi po obvodu kruhu. To zaručuje maximální fázové oddělení sousedních bodů a tím i nejlepší odolnost vůči rušení.

## Definice
Pro matematické stanovení chybovosti potřebujeme následující definice:
- {\displaystyle E_{b}} = Energie na bit
- {\displaystyle E_{s}} = Energie na symbol = {\displaystyle nE_{b}} pro n bitový symbol
- {\displaystyle T_{b}} = Doba trvání bitu
- {\displaystyle T_{s}} = Doba trvání symbolu
- {\displaystyle N_{0}/2} = spektrální hustota šumu (W/Hz)
- {\displaystyle P_{b}} = Pravděpodobnost bitové chyby
- {\displaystyle P_{s}} = Pravděpodobnost symbolové chyby

{\displaystyle Q(x)} udává pravděpodobnost, že vzorek odebraný z náhodného procesu s nulovou střední hodnotou a jednotkovým rozptylem hustoty pravděpodobnosti Gaussovy funkce bude větší nebo roven {\displaystyle x}. Je to škálovaná forma doplňkové Gaussovy chybové funkce:
{\displaystyle Q(x)={\frac {1}{\sqrt {2\pi }}}\int _{x}^{\infty }e^{-t^{2}/2}dt={\frac {1}{2}}\,\operatorname {erfc} \left({\frac {x}{\sqrt {2}}}\right),\ x\geq {}0}.
Chybovosti zde uváděné platí pro aditivní bílý gaussovský šum (anglicky AWGN). Tyto chybovosti jsou nižší než chybovosti kanálu s únikem, a proto je lze považovat za dobré teoretické měřítko pro porovnávání.

## Aplikace
Díky své jednoduchosti se PSK používá mnoha stávajícími technologiemi, zejména při porovnání s kvadraturní amplitudovou modulací.
Wi-Fi standard IEEE 802.11b-1999,
používá různé varianty PSK podle požadované datové rychlosti. Při základní rychlosti 1 Mbit/s se používá DBPSK (diferenciální BPSK), při rychlosti 2 Mbit/s DQPSK. Pro rychlosti 5,5 Mbit/s a 11 Mbit/s se používá QPSK v kombinaci s klíčováním doplňkovým kódem (anglicky Complementary code keying). Standard Wi-Fi IEEE 802.11g-2003 používá osm přenosových rychlostí: 6, 9, 12, 18, 24, 36, 48 a 54 Mbit/s. Při rychlostech 6 a 9 Mbit/s se používá modulace OFDM, přičemž každá subnosná používá modulaci BPSK. Při rychlostech 12 a 18 Mbit/s se používá OFDM s QPSK. Nejrychlejší čtyři režimy používají OFDM s různými variantami kvadraturní amplitudové modulace.
Vzhledem ke své jednoduchosti je BPSK vhodná pro laciné pasivní vysílače: používá se v RFID standardech jako ISO/IEC 14443, který byl přijat pro biometrické pasy, kreditní karty jako je ExpressPay firmy American Express a mnoho dalších aplikací.
Bluetooth 1 používá binární modulaci GMSK, Bluetooth 2 bude používat {\displaystyle \pi /4}-QPSK pro nižší rychlost (2 Mbit/s) a 8-DPSK pro vyšší rychlost (3 Mbit/s), pokud spojení mezi dvěma zařízeními je dostatečně robustní. Takže přechod na verzi 2 přinese vyšší přenosovou rychlost. Podobné technologie, IEEE 802.15.4 (bezdrátový standard používající ZigBee), se rovněž opírá o PSK. IEEE 802.15.4 používá dvě modulační metody v závislosti na použitém frekvenčním pásmu: BPSK v pásmu 868-915 MHz a OQPSK v pásmu 2,4 GHz.
Modulace 8-PSK se používá pouze v nemnoha systémech, protože její chybovost je jen o 0,5 dB lepší než u 16-QAM, ale přenosová rychlost je jen 3/4 rychlosti 16-QAM. Proto se 8-PSK často vynechává ze standardů a zařízení často přechází z QPSK rovnou na 16-QAM (modulace 8-QAM existuje, ale těžko se implementuje). K výjimkám patří satelitní ISP HughesNet, jehož modemy, např. model HN7000S (pracující v Ku-pásmu SATCOM) používá modulaci 8-PSK.

## Binární klíčování fázovým posuvem (BPSK)

Konstelační diagram příklad pro BPSK.

BPSK (nazývané také PRK (anglicky Phase Reversal Keying), klíčování obracením fáze nebo 2PSK) je nejjednodušší forma klíčování fázovým posuvem (PSK). Používá dvě fáze, které se liší o 180°, takže by se mohla nazývat také 2-PSK. Není důležité, kde přesně jsou konstelační body umístěny, na obrázku jsou zobrazeny na reálné ose, s úhly 0° a 180°. BPSK je nejrobustnější ze všech PSK, protože vyžaduje nejvyšší úroveň šumu nebo zkreslení, aby demodulátor nesprávně rozhodl. Je však schopné modulovat pouze 1 bit/symbol (jak je vidět na obrázku), takže není vhodné pro vysoké přenosové rychlosti aplikací.
Pokud komunikační kanál vnáší do signálu fázové posunutí, demodulátor není schopen správně rozpoznat konstelační body. Proto jsou data často před modulací diferenciálně kódována.
BPSK je funkčně ekvivalentní s modulací 2-QAM.

### Implementace
Obecná forma pro BPSK lze popsat rovnicí:
{\displaystyle s_{n}(t)={\sqrt {\frac {2E_{b}}{T_{b}}}}\cos(2\pi f_{c}t+\pi (1-n)),n=0,1.}
Používá dvě fáze, 0 a π. V konkrétním formě, jsou binární data často vyjadřována následujícími signály:
{\displaystyle s_{0}(t)={\sqrt {\frac {2E_{b}}{T_{b}}}}\cos(2\pi f_{c}t+\pi )=-{\sqrt {\frac {2E_{b}}{T_{b}}}}\cos(2\pi f_{c}t)} pro binární „0“
{\displaystyle s_{1}(t)={\sqrt {\frac {2E_{b}}{T_{b}}}}\cos(2\pi f_{c}t)} pro binární „1“
kde {\displaystyle f_{c}} je frekvence nosné vlny.
Odtud prostor signálů zastupuje jednoho bázových funkcí
{\displaystyle \phi (t)={\sqrt {\frac {2}{T_{b}}}}\cos(2\pi f_{c}t)},
kde jednička je reprezentována {\displaystyle {\sqrt {E_{b}}}\phi (t)} a nula je reprezentována {\displaystyle -{\sqrt {E_{b}}}\phi (t)}. Toto přiřazení je, samozřejmě, libovolný.
Toto použití těchto bázových funkcí je uvedeno na konci další části v diagramu časování signálu. Signál nahoře je kosinová vlna s BPSK modulací vytvářenou BPSK modulátorem. Proud bitů, který způsobuje tento výstup, je uveden nad signálem (ostatní části tohoto obrázku se týkají pouze QPSK).

### Bitová chybovost

Křivky bitové chybovosti pro BPSK, QPSK, 8-PSK a 16-PSK v kanálu s aditivním bílým gaussovským šumem.

Bitovou chybovost (anglicky Bit Error Rate, BER) BPSK při rušení AWGN lze vypočítat jako:
{\displaystyle P_{b}=Q\left({\sqrt {\frac {2E_{b}}{N_{0}}}}\right)} nebo {\displaystyle P_{b}={\frac {1}{2}}\operatorname {erfc} \left({\sqrt {\frac {E_{b}}{N_{0}}}}\right)}
Vzhledem k tomu, že je pouze jeden bit na symbol, je to zároveň i symbolová chybovost.

## Kvadraturní klíčování fázovým posuvem (QPSK)

Konstelační diagram pro QPSK s Grayovým kódováním. Dva po sobě jdoucí symboly se liší pouze o jeden bit.

Někdy nazývaná kvartérní PSK, PSK kvadrifáze, 4-PSK, nebo 4-QAM (čtyřstavová kvadraturní amplitudová modulace je identická s 4-PSK). QPSK používá čtyři body na konstelačním diagramu, rozmístěné na kružnici ve stejných rozestupech. QPSK díky použití čtyř různých fázových posuvů může kódovat dva bity na symbol. které jsou uvedeny v diagramu s Grayovým kódováním, aby se minimalizovala bitová chybovost (BER) – někdy se chybně chápe jako dvojnásobek chybovosti BPSK.
Matematická analýza ukazuje, že při použití QPSK místo BPSK lze buď zdvojnásobit rychlost přenosu dat při zachování stejné šířky pásma signálu, nebo snížit potřebnou šířku pásma na polovinu při zachování datové rychlosti BPSK. Ve druhém případě je bitová chybovost QPSK stejná jako u BPSK, přestože často je chybně uváděna vyšší.
Vzhledem k tomu, že rádiové kanály jsou přidělovány úřady jako je FCC (Federální komunikační komise), které předepisují maximální šířku pásma, je výhoda QPSK proti BPSK zřejmá: při stejné šířce pásma je přenosová rychlost QPSK dvakrát vyšší než přenosová rychlost BPSK při stejné chybovosti. Nevýhodou může být, že vysílače a přijímače pro QPSK jsou složitější než pro BPSK. Při současném stavu vývoje elektroniky je však rozdíl v nákladech velmi malý.
QPSK má stejně jako BPSK potíže se správným určením počáteční fáze na přijímací straně, takže v praxi se často používá QPSK s diferenciálním kódováním.

### Implementace
Popis QPSK lze získat malým rozšířením popisu BPSK a lze z něj odvodit i jak fungují PSK vyšších řádů. Vyjádření symbolů v konstelačním diagramu pomocí sinové a kosinové vlny používané při vysílání je:
{\displaystyle s_{n}(t)={\sqrt {\frac {2E_{s}}{T_{s}}}}\cos \left(2\pi f_{c}t+(2n-1){\frac {\pi }{4}}\right),\quad n=1,2,3,4.}
Což dává čtyři potřebné fázové posuvy: π/4, 3π/4, 5π/4 a 7π/4.
Výsledkem je dvojrozměrný signálový prostor s jednotkovými bázovými funkcemi
{\displaystyle \phi _{1}(t)={\sqrt {\frac {2}{T_{s}}}}\cos(2\pi f_{c}t)}
{\displaystyle \phi _{2}(t)={\sqrt {\frac {2}{T_{s}}}}\sin(2\pi f_{c}t)}
První bázová funkce reprezentuje soufázovou složku signálu, druhá kvadraturní složku.
Signálová konstelace tvoří signálový prostor se 4 body
{\displaystyle \left(\pm {\sqrt {E_{s}/2}},\pm {\sqrt {E_{s}/2}}\right).}
Faktory 1/2 ukazují, že celkový výkon je rovnoměrně rozdělen mezi obě nosné.
Porovnání těchto bázových funkcí s funkcí pro BPSK jasně ukazuje, že QPSK lze považovat za dva nezávislé BPSK signály. Všimněte si, že signálový prostor bodů pro BPSK nemusí rozdělit symbolovou (bitovou) energii mezi dvě nosné v systému uvedeném ve schématu BPSK konstelací.
QPSK modulátory a demodulátory mohou být realizovány mnoha způsoby. Ilustrační bloková schémata vysílače a přijímače jsou uvedena níže.

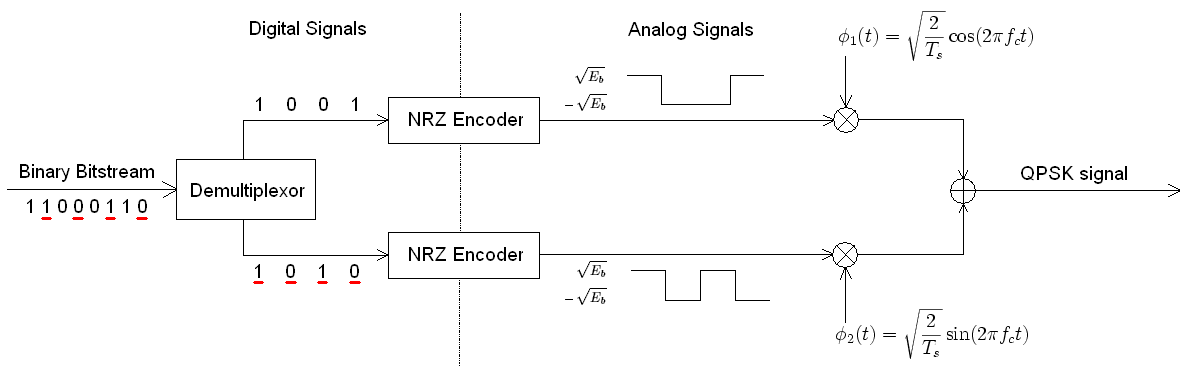
Blokové schéma vysílače QPSK. Binární datový tok je rozdělen na liché a sudé bity. Ty jsou pak odděleně namodulovány na dvě ortogonální nosné složky, soufázovou a kvadraturní. V tomto případě se používají dvě funkce se sinusovým průběhem. Pak jsou oba signály sečteny, čímž se získá QPSK signál. Všimněte si použití polárního kódování bez návratu k nule. Pro binární data mohou být NRZ kodéry umístěny před zdroj dat, ale v tomto schématu jsou umístěny za něj pro demonstraci koncepčního rozdílu mezi digitálními a analogovými signály.

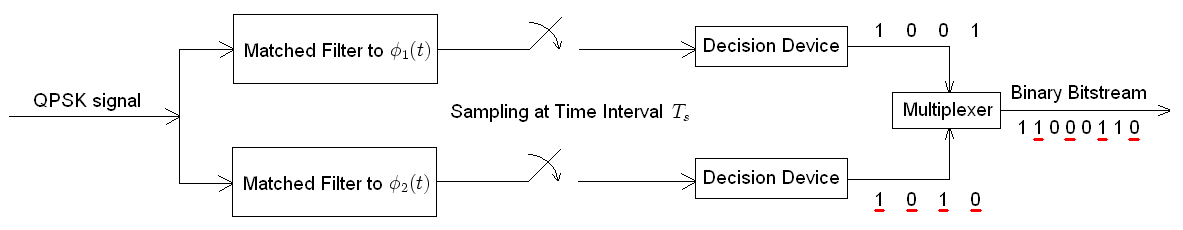
Struktura přijímače pro QPSK. Filtry lze nahradit korelátory. Každý detektor používá referenční práh pro určení, zda se jedná o 1 nebo 0.

### Bitová chybovost
Přestože QPSK je čtyřstavová modulace, můžeme ji považovat za dvě nezávisle modulované kvadraturní nosné. Při této interpretaci sudé bity modulují soufázovou složku nosné vlny, liché bity kvadraturní složku, v obou případech modulací BPSK. Obě nosné mohou být demodulovány nezávisle na sobě.
V důsledku toho je pravděpodobnost bitové chyby u QPSK stejná jako u BPSK:
{\displaystyle P_{b}=Q\left({\sqrt {\frac {2E_{b}}{N_{0}}}}\right).}
Aby se však dosáhlo stejné pravděpodobnosti bitových chyb jako u BPSK, musí QPSK používat dvojnásobný výkon (protože jsou přenášeny dva bity současně).
Symbolová chybovost je dána vztahem:
| {\displaystyle \,\!P_{s}} | {\displaystyle =1-\left(1-P_{b}\right)^{2}}                                                                                   |
|                           | {\displaystyle =2Q\left({\sqrt {\frac {E_{s}}{N_{0}}}}\right)-\left[Q\left({\sqrt {\frac {E_{s}}{N_{0}}}}\right)\right]^{2}}. |

Pro velký odstup signálu od šum (což je pro praktické systémy QPSK nezbytné), platí pro pravděpodobnost symbolové chyby přibližný vztah:
{\displaystyle P_{s}\approx 2Q\left({\sqrt {\frac {E_{s}}{N_{0}}}}\right)}

### QPSK signál v časové oblasti
Na obrázku níže je znázorněn modulovaný signál pro krátký úsek náhodného binárního datového proudu. Nahoře a uprostřed jsou dvě nosné vlny (kosinusová a sinusová), jak je uvedeno výše. Liché bity jsou reprezentovány soufázovou složkou, sudé kvadraturní složkou (přičemž první bit má číslo 1). Výsledný signál – součet obou složek – je znázorněn dole. Skoky ve fázi jsou změny fáze obou složek PSK na začátku každého bitového intervalu. Průběh úplně nahoře odpovídá popisu uvedenému výše u BPSK.

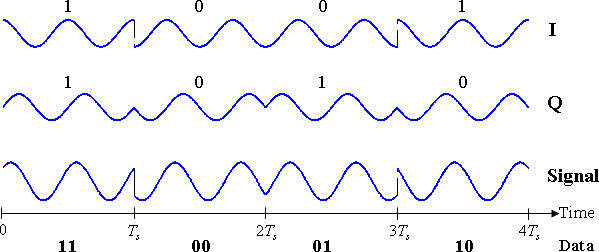
Časový diagram QPSK. Binární datový tok je zobrazen pod časovou osou. Tyto dvě signálové složky s jejich bitovými reprezentacemi jsou zobrazeny nahoře a uprostřed, a výsledný kombinovaný signál dole. Všimněte si náhlých změn fáze na hranicích bitů.

Binární data, která jsou přenášena touto křivkou jsou: 1 1 0 0 0 1 1 0.
- Tučně liché bity modulují soufázovou složku: 1 1 0 0 0 1 1 0
- Tučně sudé bity modulují kvadraturní složku: 1 1 0 0 0 1 1 0

### Varianty

#### Offset QPSK (OQPSK)

Signál neprochází nulou, protože se vždy mění jen jeden bit symbolu

Offsetové kvadraturní klíčování fázovým posuvem (anglicky Offset quadrature phase-shift keying, OQPSK) je varianta klíčování fázovým posuvem se 4 různými fázovými posuvy. Někdy se používá název Odstupňované kvadraturní klíčování fázovým posuvem (anglicky Staggered quadrature phase-shift keying, SQPSK).

Rozdíl fáze mezi QPSK a OQPSK

Vezmeme čtyři hodnoty z fáze (dva bity) v době, k postavení symbolu QPSK může dovolit fáze signálu na skok až o 180° a v čase. Je-li signál filtrován dolní propustí (jak je obvyklé ve vysílači), tyto fázové posuvy způsobují velké výkyvy amplitudy, což je vlastnost v komunikačních systémech nežádoucí. Vzájemným posunutím lichých a sudých bitů o časový interval odpovídající polovině symbolu (to jest o trvání jednoho bitu) se soufázová a kvadraturní složka nikdy nemění současně. Z konstelačního diagramu vpravo je vidět, že tím se fázový posuv v každém okamžiku omezí na nejvýše 90°. To vede k mnohem nižšímu kolísání amplitudy než neofsetový QPSK a je někdy v praxi preferován.
Obrázek vpravo ukazuje rozdíly v chování fáze mezi běžnou QPSK a OQPSK. Je vidět, že v prvním grafu se fáze může měnit skokem o 180°, zatímco v OQPSK nejsou změny nikdy větší než 90°.
Na obrázku níže je znázorněn modulovaný signál pro krátký úsek náhodného binárního datového proudu. Všimněte si polovina doby trvání symbolu vzájemně kompenzují mezi dvou složek vln. Ke změnám fáze dochází přibližně dvakrát častěji než u QPSK (protože se signály nemění současně), ale nejsou tak velké. Jinými slovy velikost skoků je u OQPSK menší než u QPSK.

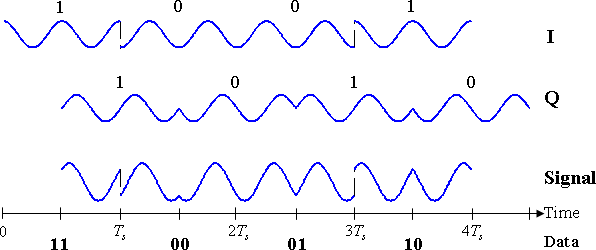
Časový diagram offsetové QPSK. Binární datový tok je zobrazen pod časovou osou. Dvě signálové složky se svými bitovými reprezentacemi jsou zobrazeny nahoře a výsledný kombinovaný signál dole. Všimněte si poloviční doby posunutí mezi oběma signálovými komponenty.

#### π/4-QPSK

Dvojitý konstelační diagram pro π/4-QPSK. Ukazuje dva samostatné konstelační diagramy s identickým Grayovým kódováním navzájem pootočené o 45°.

Tato varianta QPSK používá dvě identické konstelace, které jsou vůči sobě pootočené o 45° ({\displaystyle \pi /4} radiánů, odtud název). Obvykle jsou buď sudé nebo liché symboly používané pro výběr bodů z jedné konstelace a další symboly pro výběr bodů z druhé konstelace. Tím se zmenší maximální posuvy fáze ze 180° na 135°, což zmenší i fluktuace amplitudy, která u {\displaystyle \pi /4}-QPSK jsou mezi OQPSK a neofsetovým QPSK.
Jednou z vlastností tohoto modulačního schématu je, že v případě, kdy modulovaný signál je reprezentován v komplexním oboru, žádné změny neprochází počátkem souřadného systému, tedy ani signál neprochází počátkem. To snižuje dynamický rozsah kolísání signálu, což je v praxi žádoucí.
Přitom demodulace {\displaystyle \pi /4}-QPSK je poměrně snadná, díky čemuž se tato metoda modulace používá například v systému mobilních telefonů TDMA.
Modulovaný signál je uvedený níže pro krátký úsek náhodného binárního datového proudu. Konstrukce je stejná jako u výše uvedené obyčejné QPSK. Postupné symboly jsou převzaty z těchto dvou konstelací uvedených níže v nákresu. Tím je první symbol (1 1) převzaty z „modré“ konstelace a druhý symbol (0 0) je převzat ze „zelené“ konstelace. Všimněte si, že magnitudy obou složek vln se mění, zatímco se přepíná mezi konstelacemi, ale velikost výsledného signálu zůstává konstantní (konstantní obálka). Každý posuv fáze je mezi dvěma uvedenými diagramy časování.

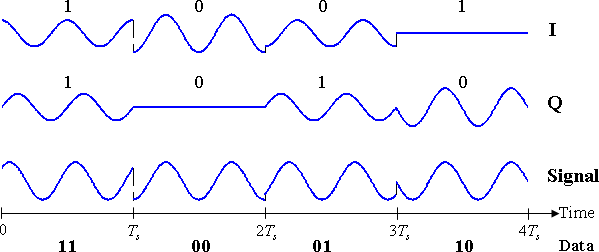
Časový diagram π/4-QPSK. Binární datový tok je zobrazen pod časovou osou. Tyto dvě signálové složky s jejich bitovými reprezentacemi jsou zobrazeny nahoře a výsledný kombinovaný signál dole. Všimněte si, že po sobě jdoucí symboly se berou střídavě z jednoho a druhého systému, počínaje „modrým“.

#### SOQPSK
Nepatentovaný tvarovaný offset QPSK (SOQPSK) je interoperabilní s patentovaným Feherovým QPSK (FQPSK), v tom smyslu, že ofsetový QPSK detektor integrate-and-dump produkuje stejný výstup bez ohledu na to, jaký druh vysílače se používá.
U těchto modulací se křivky I a Q opatrně formují tak, že se mění velmi hladce, a signál má konstantní amplitudu i během signálových přechodů. Místo okamžitých změn z jednoho symbolu na druhý, se mění plynule po kruhu konstantní amplitudy z jednoho symbolu na druhý.
Standardní popis SOQPSK-TG obsahuje třísložkové symboly.

#### DPQPSK
Kvadraturní klíčování fázovým posuvem s dvojí polarizací (anglicky Dual-polarization quadrature phase shift keying, DPQPSK, nebo dual-polarization QPSK) používá přepínání polarizace dvou různých QPSK signálů, čímž se dvojnásobně zlepší spektrální účinnost. Používání 16-PSK místo QPSK je cenově efektivní alternativou pro zdvojnásobení spektrální účinnosti.

## PSK vyšších řádů

Konstelační diagram pro 8-PSK s Grayovým kódem.

Pro vytvoření konstelace PSK lze použít libovolný počet fází, ale 8-PSK je zpravidla PSK s nejvyšším používaným počtem fází. Při použití více než 8 fází je chybovost příliš vysoká a existují lepší i když složitější modulace jako je kvadraturní amplitudová modulace (QAM). Přestože počet fází může být libovolný, díky tomu, že se PSK používá pro přenos binárních dat, počet fází (a symbolů) je obvykle mocninou čísla 2, což umožňuje používat stejný počet bitů na symbol.

## Bitová chybovost
Pro obecné M-PSK neexistuje jednoduchý výraz pro pravděpodobnost symbolové chyby, pro {\displaystyle M>4}. Pravděpodobnost lze získat ze vztahu:
{\displaystyle P_{s}=1-\int _{-{\frac {\pi }{M}}}^{\frac {\pi }{M}}p_{\theta _{r}}\left(\theta _{r}\right)d\theta _{r}}
kde
{\displaystyle p_{\theta _{r}}\left(\theta _{r}\right)={\frac {1}{2\pi }}e^{-2\gamma _{s}\sin ^{2}\theta _{r}}\int _{0}^{\infty }Ve^{-\left(V-{\sqrt {4\gamma _{s}}}\cos \theta _{r}\right)^{2}/2}dV},
{\displaystyle V={\sqrt {r_{1}^{2}+r_{2}^{2}}}},
{\displaystyle \theta _{r}=\tan ^{-1}\left(r_{2}/r_{1}\right)},
{\displaystyle \gamma _{s}={\frac {E_{s}}{N_{0}}}} and
{\displaystyle r_{1}\sim {}N\left({\sqrt {E_{s}}},N_{0}/2\right)} and {\displaystyle r_{2}\sim {}N\left(0,N_{0}/2\right)} jsou spojené gaussovské náhodné proměnné.
Pro velké {\displaystyle M} a {\displaystyle E_{b}/N_{0}} lze použít přibližný vztahem
{\displaystyle P_{s}\approx 2Q\left({\sqrt {2\gamma _{s}}}\sin {\frac {\pi }{M}}\right)}.
Bitové pravděpodobnosti chyby pro M-PSK mohou být určeny přesně, pokud je známé bitové mapování. Pokud se používá Grayovo kódování, nejpravděpodobnější chyba při přechodu z jednoho symbolu na další produkuje pouze jednobitové chyby a
{\displaystyle P_{b}\approx {\frac {1}{k}}P_{s}}.
(Použití Grayova kódování umožňuje aproximovat Leeovu vzdálenost chyb pomocí Hammingovy vzdálenosti chyb v dekódovaném proudu bitů, což je jednodušší implementovat hardwarově.)
Graf na levé straně porovnává bitovou chybovost BPSK, QPSK (které je stejná, jak bylo uvedeno výše), 8-PSK a 16-PSK. Je vidět, že modulace vyšších řádů vykazují vyšší chybovost, ale poskytují vyšší surovou přenosovou rychlost.
Meze chybovosti různých digitálních modulačních schémat lze počítat uplatněním Booleovy nerovnosti na konstelace signálu.

## Diferenciální klíčování fázovým posuvem (DPSK)

### Diferenciální kódování

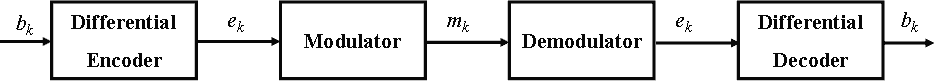
Systémový diagram diferenciálního kodéru a dekodéru

Diferenciální klíčování fázovým posuvem (DPSK) je rozšířená metoda fázové modulace, která data kóduje změnami fáze nosné vlny. Jak již bylo zmíněno, u BPSK a QPSK existují nejednoznačnosti fáze, pokud je konstelace pootočena určitým vlivem na komunikační kanál, kterým prochází signál. Tento problém lze vyřešit tak, že datům neodpovídá určitá fáze, ale data způsobují určitou změnu fáze.
Například diferenciálně kódovaná binární '1' v BPSK může být přenášena změnou fáze o 180° a binární '0' nulovou změnou fáze. Další variantou DPSK je symetrické diferenciální klíčování fázovým posuvem (anglicky Symmetric Differential Quadrature Phase Shift Keying, SDPSK), kde '1' je kódována změnou fáze o 90° a '0' změnou fáze o -90°.
V diferenciálně kódovaném QPSK (DQPSK) se používají posuvy o 0°, 90°, 180°, -90°, které odpovídají hodnotám '00 ', '01', '11 ', '10'. Tento druh kódování může být demodulován stejným způsobem jako v případě nediferenciální PSK, ale fázovou nejednoznačnost lze ignorovat. Takto každý přijatý symbol je demodulován na jeden z {\displaystyle M} bodů v konstelaci a komparátor pak počítá fázový rozdíl mezi právě přijímaným a předchozím signálem. Rozdíl kóduje data jak je popsáno výše. Symetrické diferenciální kvadraturní klíčování fázovým posuvem (SDQPSK) se podobá DQPSK, ale kódování je symetrické a používá hodnot fázového posuvu -135°, -45°, 45° a 135°.
Níže je znázorněn modulovaný signál jak pro DBPSK tak pro DQPSK, jak je popsáno výše. Na obrázku se předpokládá, že signál začíná s nulovou fází, takže v čase {\displaystyle t=0} dochází u obou signálů k fázovému posuvu.

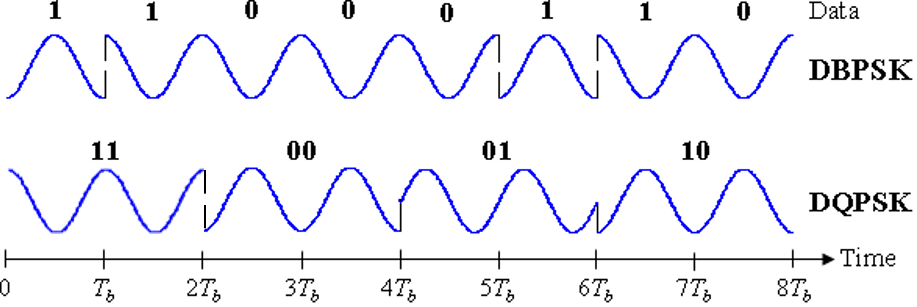
Časový diagram DBPSK a DQPSK. Nahoře je binární datový proud signálu DBPSK. Jednotlivé bity signálu DBPSK jsou seskupeny do dvojic pro signál DQPSK, který se mění každé T_{s} = 2T_{b}.

Analýza ukazuje, že diferenciální kódování přibližně zdvojnásobuje chybovost ve srovnání s běžným M-PSK, což lze ale překonat malým zvýšením {\displaystyle E_{b}/N_{0}}. Tato analýza (a grafické výsledky níže) navíc uvažují pouze rušení aditivním bílým gaussovským šumem (AWGN). Ve skutečnosti bude mezi vysílačem a přijímačem v komunikačním systému fyzický kanál, který působí určitý fázový posuv PSK signálu. Proti zkreslení tohoto charakteru jsou diferenciální systémy odolnější než systémy, které jsou založeny na informaci o aktuální fázi.

### Demodulace

Porovnání bitové chybovosti (BER) u DBPSK a DQPSK a jejich nediferenciálních forem používajících Grayovo kódování při provozu v bílém šumu.

Pro signál, který byl diferenciálně kódovaný, existuje zřejmá alternativní metoda demodulace. Místo obvyklé demodulace a ignorování nejednoznačnost fáze nosné, se zjišťuje změna fáze mezi dvěma přijatými po sobě jdoucími symboly, a tato změna slouží k určení přenášených symbolů. Tímto způsobem použité diferenciální kódování se nazývá diferenciální klíčování fázovým posuvem (DPSK). DPSK se mírně liší od diferenciálně kódovaného PSK, protože při příjmu se přijaté symboly nedekódují jeden po druhém na konstelační body, ale místo toho se přímo porovnávají jeden s druhým.
Označme symbol přijatý v k-tém časovém slotu {\displaystyle r_{k}} a označme jeho fázi {\displaystyle \phi _{k}}. Předpokládejme bez újmy na obecnosti, že fáze nosné vlny je nula. Složku aditivního bílého gaussovského šumu (AWGN) {\displaystyle n_{k}}. Potom
{\displaystyle r_{k}={\sqrt {E_{s}}}e^{j\phi _{k}}+n_{k}}.
Rozhodovací proměnná pro {\displaystyle k-1}-tý symbol a {\displaystyle k}-tý symbol je fázový rozdíl mezi {\displaystyle r_{k}} a {\displaystyle r_{k-1}}. To znamená, že pokud {\displaystyle r_{k}} se promítá na {\displaystyle r_{k-1}}, rozhoduje se podle fáze výsledného komplexního čísla:
{\displaystyle r_{k}r_{k-1}^{*}=E_{s}e^{j\left(\theta _{k}-\theta _{k-1}\right)}+{\sqrt {E_{s}}}e^{j\theta _{k}}n_{k-1}^{*}+{\sqrt {E_{s}}}e^{-j\theta _{k-1}}n_{k}+n_{k}n_{k-1}}
kde horní index * označuje číslo komplexně sdružené. Za nepřítomnosti šumu je fáze {\displaystyle \theta _{k}-\theta _{k-1}}, fázový posuv mezi dvěma přijatými signály, což může být použito k určení přenášených dat.
Pravděpodobnost chyby pro DPSK je obtížné určit obecně, ale pro DBPSK platí:
{\displaystyle P_{b}={\frac {1}{2}}e^{-E_{b}/N_{0}},}
což je po numerickém vyčíslení jen o něco horší než běžné BPSK, zejména při vyšších hodnotách {\displaystyle E_{b}/N_{0}}.
Použití DPSK odstraňuje potřebu složitých metod obnovení nosné (carrier recovery), jejichž cílem je získat přesný odhad fáze, a může být atraktivní alternativou k běžné PSK.
Při optické komunikaci mohou být data diferenciálně modulována na fázi laseru různými způsoby. Modulátor je laser, který vysílá nepřerušovanou vlnu, a Mach-Zehnderův modulátor, který přijímá elektrická binární data. Například v případě BPSK laser vysílá sérii beze změn pro binární '1', a obrácení polarity pro '0'. Demodulátor se skládá z interferometru zpožďovací linky, které vytváří zpoždění jednoho bitu, takže lze porovnávat dva po sobě jdoucí bity. Při dalším zpracování se používá fotodioda k transformaci optického signálu na elektrický proud, takže se informace mění zpět do původního stavu.
Porovnání bitové chybovosti DBPSK, DQPSK a jejich nediferenciálních protějšků je znázorněno v grafu vpravo nahoře. Zvýšení chybovosti při použití DBPSK je poměrně malé ve srovnání se snížením složitosti, proto se DBPSK často používá v komunikačních systémech, které by jinak používaly BPSK. U DQPSK je však zvýšení chybovosti ve srovnání s běžným QPSK větší a návrhář systému musí hledat kompromis mezi zvýšením chybovosti a zvýšením složitosti.

### Příklad: diferenciálně kódovaný BPSK

Porovnání bitové chybovosti BPSK a diferenciálně kódované BPSK s Grayovým kódováním v prostředí s bílým šumem.

V {\displaystyle k}-tém časovém slotu volání je bit modulován {\displaystyle b_{k}}, diferenciálně kódovaný bit {\displaystyle e_{k}} a výsledný modulovaný signál {\displaystyle m_{k}(t)}. Předpokládejme pozice symbolů v konstelačním diagramu ± 1 (což je BPSK). Diferenciální dekodér produkuje:
{\displaystyle \,e_{k}=e_{k-1}\oplus {}b_{k}}
kde {\displaystyle \oplus {}} označuje binární doplněk (doplněk modulo-2).
{\displaystyle e_{k}} mění stav (z binární '0 'na binární '1' nebo z binární '1 'na binární '0'), pouze pokud {\displaystyle b_{k}} je binární '1'. Jinak zůstane v předchozím stavu. Toto je popis diferenciálně kódovaného BPSK uvedený výše.
Přijatý signál je demodulován, čímž se získá {\displaystyle e_{k}=}±1 a diferenciální dekodér opačným postupem vyprodukuje:
{\displaystyle \,b_{k}=e_{k}\oplus {}e_{k-1}} protože binární odčítání je stejné jako binární sčítání.
Proto {\displaystyle b_{k}=1} jestliže {\displaystyle e_{k}} a {\displaystyle e_{k-1}} se liší a {\displaystyle b_{k}=0} pokud jsou stejné. Proto pokud oba {\displaystyle e_{k}} a {\displaystyle e_{k-1}} jsou obrácené, {\displaystyle b_{k}} bude stále dekódován správně. Díky tomu nejednoznačnost fáze o 180° nevadí.
Diferenciální metody pro jiné PSK modulace mohou být navrženy podobně. Křivky pro DPSK jsou stejné jako pro diferenciálně kódovaný PSK uvedený výše, protože jediný rozdíl mezi oběma systémy je v přijímači.

## Kapacita kanálu

Kapacita kanálu v závislosti na odstupu signálu od šumu pro nejrozšířenější modulační schémata

Křivka bitové chybovosti pro tento příklad v porovnání s obyčejným BPSK je vpravo. Jak bylo uvedeno výše, zatímco chybovost je přibližně dvojnásobná, potřebný přírůstek {\displaystyle E_{b}/N_{0}} k překonání je jen malý. Zvýšení {\displaystyle E_{b}/N_{0}} nutné k překonání diferenciální modulace v kódových systémech, nicméně, je větší – typicky asi 3 dB. Snížení výkonu je výsledkem nekoherentnosti přenosu – v tomto případě se vztahuje na skutečnost, že sledování fáze se úplně ignoruje.
Podobně jako všechny M-ární režimy modulace s M = 2b symboly, pokud je podáván exkluzivní přístup k pevné šířky pásma, kapacita kanálu jakéhokoli klíčování fázovým posuvem se zvyšuje až k b bitům na symbol, jak se zvyšuje odstup signál/šum.